# Slag bij Appomattox Courthouse
De Slag bij Appomattox Courthouse vond plaats op 9 april 1865 tijdens de Amerikaanse Burgeroorlog. Het was de laatste slag van de Army of Northern Virginia onder leiding van Robert E. Lee voor het leger zich overgaf aan Ulysses S. Grant.

## Achtergrond
Op 1 april 1865 had generaal majoor Philip Sheridans cavalerie de linkerflank van Lee’s leger verslagen in de Slag bij Five Forks. De volgende dag slaagden eenheden van Grants leger erin om de verdedigingslinie rond Petersburg te doorbreken. Lee slaagde erin om zijn leger terug te trekken uit de stad. Hij had dringend nieuwe voorraden nodig. Lee marcheerde richting Appomattox Station, waar een bevoorradingstrein op hem wachtte. Na de nodige voorraden ingeslagen te hebben, hoopte Lee aansluiting te vinden bij het leger van generaal Joseph E. Johnston in North Carolina. Op 8 april 1865 slaagde brigade generaal George Armstrong Custer erin om de bevoorradingstreinen van Lee te vernietigen in de Slag bij Appomattox Station. De Army of the Potomac en de Army of the James waren nu beiden op weg naar Appomattox.

## De weg naar Appomattox
De voorraden in Appomattox waren vernietigd. Lee’s leger marcheerde nu naar Lynchburg, waar nog meer voorraden lagen te wachten. Het enige dat voorlopig op de weg lag tussen Lee en Lynchburg was Noordelijke cavalerie. Lee hoopte de cavalerie te verslaan voordat de vijandelijke infanterie arriveerde. Hij stuurde een boodschap naar Grant om te informeren naar de voorwaarden tot overgave en hoe dit de Zuidelijke staten zou beïnvloeden. De enige Noordelijke infanterie-eenheid die dichtbij genoeg was om de cavalerie van Sheridan te ondersteunen was het XXIV korps van de Army of the James. Dit korps had 50 km gemarcheerd in 21 uur om de cavalerie te bereiken. Generaal majoor Edward O.C. Ord, bevelhebber van de Army of the James arriveerde met het XXIV rond 04.00 uur in de ochtend. Het V korps volgde op de voet. Sheridan stelde drie cavaleriedivisies op langs een lage heuvelrug ten zuidwesten van Appomattox Courthouse. Hier hoopte hij Lee lang genoeg tegen te houden tot de infanterie arriveerde.

## De laatste slag
In de vroege ochtend van 9 april 1865 viel het II korps, onder leiding van generaal majoor John B. Gordon de cavalerie van Sheridan aan. De eerst linie moest al snel terugtrekken. De Zuidelijke cavalerie, onder leiding van generaal majoor Fitzhugh Lee probeerde de vijandelijke flank te keren. De tweede linie hield stand, al moesten de brigade generaals Ranald S. Mackenzie en George Crook stelselmatig terugtrekken. Gordons troepen slaagden erin de Noordelijke Linie te doorbreken en de top van de helling te bereiken. Tot hun grote verbazing zagen ze het Noordelijk XXIV korps in slagorde opgesteld staan, met het V korps rechts van hen, aan de andere kant van de heuvelrug. De Zuidelijke cavalerie reed onmiddellijk terug naar Lynchburg. Ords troepen openden de aanval op het korps van Gordon, terwijl het Noordelijk II korps de troepen onder bevel van James Longstreet naderde. Stafofficier kolonel Charles Venable reed naar Gordon om een update te krijgen over de situatie. Gordon antwoordde:”Zeg aan generaal Lee dat mijn korps het niet lang meer zal volhouden, tenzij ik versterking krijg van Longstreet.” Toen Lee de boodschap aanhoorde zei hij:”Dan kan ik niets meer doen dan naar Grant te stappen.”
De meeste van Lees officieren gingen ermee akkoord om zich over te geven. Het was de enige optie. De enige officier die tegen de overgave gekant was, was brigade generaal van de artillerie Edward Porter Alexander. Alexander ging er terecht van uit dat als Lee zich overgaf, de strijd voor de andere Zuidelijke legers ook ten einde was. Om 08.00u reed Lee vergezeld door drie stafofficieren naar Grant. Op de achtergrond waren de geweer- en kanonschoten hoorbaar van de gevechten tussen de Noordelijken en het korps van Longstreet. Na het over en weer sturen van koeriers, werd er een ontmoeting geregeld tussen Lee en Grant om de voorwaarden tot overgave te bespreken. De eigenaar van het huis waar de twee opponenten elkaar ontmoetten, Wilmer McLean, was ook de eigenaar van het huis waar generaal P.G.T. Beauregard verbleef tijdens de Eerste Slag bij Bull Run, vier jaar eerder. McLean was na deze slag verhuisd om aan de oorlog te ontkomen.

## De overgave
Gekleed in een blauw uniform wachtte Lee op Grant. Grant arriveerde in een bevuild uniform. Bevangen door emoties begon Grant te spreken over een eerdere ontmoeting tussen beiden tijdens de Mexicaans-Amerikaanse oorlog. Lee wilde verder spreken over de overgave, waarop Grant Lee een document overhandigde met alle voorwaarden.
“Overeenkomstig de inhoud van mijn schrijven van 8 april jongstleden, kan ik de overgave van de Army of Northern Virginia aanvaarden op volgende voorwaarden.
 Er wordt een lijst in tweevoud opgemaakt met alle namen van officieren en soldaten. Eén exemplaar zal bewaard worden door een door mij aangeduid officier. Het ander exemplaar door één of meerdere door u aan te duiden officier(en).Iedere officier heeft zijn erewoord dat hij niet meer de wapens zal opnemen tegen de regering en het volk van de Verenigde Staten van Amerika. Iedere officier zal ook een document ondertekenen om in naam van zijn soldaten dezelfde als hierboven gestelde verklaring af te leggen. De wapens, artillerie, voorraden en eigendom zal afgegeven aan en opgeslagen worden door een door mij aangestelde officier. Daarna zal iedere officier en soldaat de vrijheid krijgen om teug te keren naar zijn thuis. Zolang ze zich houden aan de boven gestelde voorwaarden, zal de Amerikaanse overheid hen met rust laten.”
Boven op de gestelde voorwaarden, gaf Grant de toestemming aan de overwonnen soldaten om hun paarden en muilezel mee te nemen naar huis om het werk op hun land gemakkelijker te maken. Lee zei dat de mannen dit zeer positief zouden opnemen en dat dit een eerste stap is om de mensen opnieuw dichter bij elkaar te brengen. Terwijl Lee het huis verliet en wegreed op zijn paard, begonnen de soldaten te juichen van blijdschap. Grant stopte dit onmiddellijk. Hij wilde niet dat zijn soldaten zich de meerderen voelden van de verslagen soldaten van Lee.

## De officiële overgave
Op 10 april 1865 gaf Lee zijn afscheidstoespraak voor zijn manschappen. Dezelfde dag kwam een comité samen om de officiële overgaveceremonie te bespreken. Brigade generaal Joshua L. Chamberlain werd aangesteld als vertegenwoordiger voor de Noordelijken. Nadat de ceremonie gedaan was, hadden 27.805 Zuidelijke soldaten hun wapens ingeleverd.

## Nasleep
Zoals Porter Alexander had voorspeld, gaven de andere Zuidelijke legers zich een voor een over. De andere Zuidelijke bevelhebbers beseften, na het horen van de overgave van Lee, dat de Zuidelijke zaak verloren was. Het leger van Joseph E. Johnston gaf zich over aan generaal majoor William T. Sherman op 26 april 1865. Generaal Edmund Kirby Smith gaf zich over aan generaal Edward R.S. Canby in mei en brigade generaal Stand Watie gaf zich uiteindelijk over op 23 juni 1865.
Er vonden nog enkele kleinere veldslagen plaats. De Slag bij Palmito Ranch wordt beschouwd als de laatste slag van de Amerikaanse Burgeroorlog.
Lee heeft nooit de genereuze voorwaarden tot overgave van Grant vergeten. Voor de rest van Lee’s leven tolereerde hij geen slecht woord over Grant.